# 陈春圃
陈春圃（1900年3月8日—1966年3月19日），广东新会人，汪精卫妻子陈璧君的远房侄子。
陈春圃早年就读于广州圣心书院，但因病辍学。后在陈璧君、汪精卫夫妇的提携下担任广东省长公署机要课主任、国民党中央宣传部秘书。1925年成为中央政治委员会保送至莫斯科中山大学的八位留学生之一。回国后出任武汉国民党中央党部秘书、广州特别市党部常委。1928年至1932年间前往美国办《民气日报》以反对蒋介石。返国后，又任侨务委员会常委、侨民教育处处长。
抗日战争期间作为汪精卫派系的主要成员，于1939年出任汪政权国民党中央委员会委员、国民党六大副秘书长、中央常务委员会副秘书长。1940年起历任中央政治会议副秘书长、中央政治委员会副秘书长、行政院秘书长、国民党海外党务委员会主委、中央储备银行监事、社会行动指导委员会委员、时局策进委员会秘书长、新国民运动促进委员会常委、中央组织部部长等职。1943年起，又任最高国防会议副秘书长、敌产管理委员会委员、公务员集训营营长、建设部部长、全国经济委员会常委、党务工作训练团教育长等。1944年4月出任广东省省长，后兼任广州绥靖主任、广东省保安司令。汪精卫逝世后，他拒绝了陈公博委任他的外交部部长、司法院副院长等职。1945年在上海自首，次年被上海市高等法院以叛国罪叛处死刑。1947年在复判后改为无期徒刑。1966年在上海提篮桥监狱因病逝世。